# The London Gazette
The London Gazette es uno de los periódicos oficiales del Gobierno del Reino Unido.
Se trata del diario más antiguo todavía en publicación del Reino Unido, ya que fue publicado por primera vez el 7 de noviembre de 1665 bajo el nombre de The Oxford Gazette. Tiene la obligación de publicar algunos textos de carácter legal, y no es un periódico en el sentido convencional, ya que no cubre aspectos de información general y tiene una distribución muy limitada. 
Fue fundada durante la Restauración inglesa por Henry Muddiman, quien había comenzado su carrera como periodista durante el interregno. y había sido nombrado redactor del Parlamentary Intelligencer, el órgano oficial del Parlamento largo. En 1666, Muddiman puso en marcha el The Oxford Gazette, que ofrecía una selección de noticias sobre la Corte Real, entonces refugiada en Oxford para escapar de la Gran plaga de Londres. Una vez que la corte se reinstaló en el Palacio de Whitehall se creó The London Gazette. Aunque las publicaciones de Henry Muddiman sean los primeros informes generales del país, aún tienen poco que ver con los periódicos modernos: los manuscritos escritos por el periodista, de hecho, se enviaban por correo a los abonados, sin que hubiera ninguna impresión para la venta al público general. Para eso fue preciso esperar al The Athenian Mercury.
The London Gazette se publica de lunes a viernes pero no sale los fines de semana o feriados.